# Eurocopter EC635
Eurocopter EC635 – lekki śmigłowiec wielozadaniowy produkowany przez firmę Eurocopter Group (obecnie Airbus Helicopters), będący wojskową odmianą śmigłowca Eurocopter EC135. EC635 przeznaczony jest do transportu piechoty oraz ładunku, ewakuacji medycznej, a także wsparcia ogniowego wojsk lądowych.